# Phaeohelotium carpinicola
Phaeohelotium carpinicola är en svampart som först beskrevs av Rehm, och fick sitt nu gällande namn av Hengstm. 2009. Phaeohelotium carpinicola ingår i släktet Phaeohelotium och familjen Helotiaceae.   Inga underarter finns listade i Catalogue of Life.